# Les Bains Douches 18 December 1979
Les Bains Douches 18 December 1979 es el segundo álbum en vivo de la banda Joy Division, grabado el 18 de diciembre de 1979 en Les Bains Douches, Paris, y lanzado en 2001. Adicionalmente se agregaron otras pistas provenientes de otros dos conciertos.
El arte de portada fue realizado por Peter Saville el book del contiene una reimpresión del cartel original del espectáculo.

## Track listing
Todas las canciones compuestas por Curtis, Hook, Morris, Sumner.
1. "Disorder" – 3:21
2. "Love Will Tear Us Apart" – 3:17
3. "Insight" – 3:25
4. "Shadowplay" – 3:46
5. "Transmission" – 3:19
6. "Day of the Lords" – 4:39
7. "Twenty Four Hours" – 4:12
8. "These Days" – 3:42
9. "A Means to an End" – 4:17
10. "Passover" – 2:18
11. "New Dawn Fades" – 4:40
12. "Atrocity Exhibition" – 6:56
13. "Digital" – 3:39
14. "Dead Souls" – 4:46
15. "Autosuggestion" – 4:13
16. "Atmosphere" – 4:47